# Ga trung tâm Krung Thep Aphiwat
Ga trung tâm Krung Thep Aphiwat (tiếng Thái: สถานีกลางกรุงเทพอภิวัฒน์, RTGS: Sathani Klang Krung Thep Aphiwat, phát âm [sā.tʰǎː.nīː klāːŋ krūŋ tʰêːp ʔà(ʔ).pʰí(ʔ).wát]), trước đây gọi là Ga Bang Sue lớn (tiếng Thái: สถานีกลางบางซื่อ, RTGS: Sathani Klang Bang Sue, phát âm [sā.tʰǎː.nīː klāːŋ bāːŋ sɯ̂ː]; n.đ. 'Ga trung tâm Bang Sue'), là một ga trung tâm ở Băng Cốc và hiện là trung tâm đường sắt của Thái Lan. Nó thay thế cho ga Ga Hua Lamphong từng là nhà ga trung tâm đường sắt, với dịch vụ đường sắt chặn dài được vận hành từ ngày 19 tháng 1 năm 2023. Nhà ga mở cửa từ ngày 2 tháng 8 năm 2021 như một phần của Tuyến SRT Đỏ, và từ tháng 5 năm 2021 đến tháng 9 năm 2022 nó được sử dụng trở thành trung tâm triển khai vắc-xin ngăn ngừa COVID-19. Nó liên kết với Ga Bang Sue MRT thông qua lối bộ hành ngầm.
Nó là ga đường sắt lớn nhất ở Đông Nam Á, với 26 ke ga—dài 600 mét. Nhà ga có diện tích sàn sử dụng là 274.192 m2. Nhà ga 15 tỉ baht được xây dựng trên phần đất 2,325 rai (0 ha; 1 mẫu Anh) thuộc sở hữu của SRT và sẽ có depot bảo dưỡng cho cả tàu diesel và điện. Lối đi bộ trên cao nối nhà ga với Bến xe buýt Mo Chit mới.
Hiện tại, các tàu liên tỉnh đường dài tại đây sẽ là ga cuối, trong khi các tàu chở khách thông thường tại các nhà ga sẽ tiếp tục đi đến Hua Lamphong và tiếp tục hoạt động tại Ga nút giao Bang Sue cũ.

## Tên gọi
Tên Krung Thep Aphiwat nghĩa là "sự thịnh vượng của Bangkok". Tên được chọn bởi Vua Vajiralongkorn.

## Lịch sử
Năm 2010 dưới thời của Thủ Tướng Abhisit Vejjajiva, Bộ giao thông vận tải quyết định dời ga đường sắt trung tâm của Băng Cốc (ga Hua Lamphong) đế khu vực ga nút giao Bang Sue, để trở thành ga trung tâm của hệ thống giao thông đường sắt. Vào năm 2013, bắt đầu công việc ký hợp đồng với Đường sắt quốc gia Thái Lan (SRT), Sino-Thai Engineering Construction PCL, và Unique Construction and Engineering PCL cho hệ thống tuyến đường sắt ngoại ô Đỏ dự án bao gồm công trình dân dụng cho Ga Bang Sue lớn và một trung tâm bảo dưỡng. Vào tháng 12 năm 2020 nhà ga dân dụng đã hoàn thành.
Nhà ga trở thành trung tâm Vắc-xin COVID-19 từ ngày 24 tháng 5 năm 2021 đến ngày 30 tháng 9 năm 2022.
Vận hành chạy thử Tuyến SRT Đỏ, mở cửa công đồng, bắt đầu từ ngày 2 tháng 8 năm 2021.
Hợp đồng 33 triệu baht để lắp đặt một bảng tên mới để kỉ niệm nhà ga mới đã dừng lại vào tháng 1 năm 2023 sau khi cộng đồng lo lắng về giá cả.
Dịch vụ nội thành bắt đầu hoạt động tại nhà ga vào ngày 19 tháng 1 năm 2023, với 52 tàu đường dài với ga cuối ban đầu tại Bangkok (Hua Lamphong) được di chuyển đến nhà ga.

## Bố trí ga
Nhà ga có 4 tầng, 3 tầng nổi và 1 tầng hầm:
1. Tầng hầm: Ga Bang Sue MRT, trên Tuyến MRT Xanh Dương, và chỗ đậu xe cho 1.624 phương tiện.
2. Tầng trệt: Nhà ga có khu vực bán vé và chờ. Đây sẽ là khu vực có máy lạnh duy nhất trong nhà ga.
3. Tầng 2: Ke ga với 12 đường ray. Tám đường sẽ phục vụ cho tàu diesel chặn dài (sẽ sớm điện hoá).[23] Bốn đường ray sẽ phục vụ cho tàu Tuyến SRT Đỏ Đậm và Đỏ Nhạt.
4. Tầng 3: Ke ga tàu cao tốc với 10 đường ray. Bốn đường ray sẽ phục vụ cho AERA1 City và Đường sắt cao tốc Don Mueang–Suvarnabhumi–U-Tapao liên kết với các sân bay quốc tế Don Mueang, Suvarnabhumi và U-Tapao. Sáu đường sắt phục vụ cho đường sắt cao tốc (HSR) trong tương lai kết nối Nong Khai, Padang Besar, Thái Lan và Chiang Mai.

Ngoài ra kế hoạch 186,030 m2 (2.002,41 foot vuông) nơi tưởng niệm Vua Rama V, còn gọi là "cha đẻ của đường sắt Thái Lan", mặc dù điều này dự kiến sẽ mở sau nhà ga.

## Kho hàng Phahonyothin
Ga trung tâm Krung Thep còn là địa điểm của kho hàng Phahonyothin. Với diện tích khoảng 50 ray đường sắt, nó là kho hàng bằng đường sắt lớn nhất tại Thái Lan. Nó nằm cách 1,5 km từ nhà ga và nó là kho hàng lớn cho dịch vụ chuyển hàng xung quanh Thái Lan.

## Kết nối xe buýt
Theo BMTA và Private Jointed các tuyến phục vụ bên dưới:
- 3 (Bến xe buýt Kamphaeng Phet - Mo Chit 2 - Khlong San)
- 3 (Bến xe buýt Kamphaeng Phet - Ga Mochit BTS) (tuyến vòng)
- 16 (Bến xe buýt Kamphaeng Phet - Mo Chit 2 - Surawong)
- 49 (Bến xe buýt Kamphaeng Phet - Ga Hua Lamphong) (tuyến vòng)
- 52 (Pak Kret - Đường Vibhavadi Rangsit - Mo Chit 2) (Chỉ đi đến Mo Chit 2)
- 67 (Bến xe buýt Kamphaeng Phet - Central Plaza Rama III)
- 77 (Central Plaza Rama III - Mo Chit 2) (Chỉ đi đến Mo Chit 2)
- 96 (Min Buri - Mo Chit 2) (thả khách tại nhà ga)
- 104 (Pak Kret - Đường Phahonyothin - Mo Chit 2) (Chỉ đi đến Mo Chit 2)
- 134 (Bua Thong Kheha - Mo Chit 2) (thả khách tại nhà ga)
- 136 (Khlong Toei - Mo Chit 2) (thả khách tại nhà ga)
- 138 (Bến tàu Phra Pradaeng - Mo Chit 2) (thả khách tại nhà ga)
- 138 (Ratchapracha - Mo Chit 2) (thả khách tại nhà ga)
- 145 (Pak Nam (Praeksa Bordin) - Mo Chit 2) (thả khách tại nhà ga)
- 145 (Mega Bangna - Mo Chit 2) (thả khách tại nhà ga)
- 157 (Bang Khae - Đường Phuttha Monthon 1 - Cao tốc - Tượng đài chiến thắng)
- 170 (Đường Phuttha Monthon 2 - Đường Charan Sanit Won - Mo Chit 2)
- 509 (Borommaratchachonnani - Đường Phuttha Monthon 2 - Mo Chit 2) (Chỉ đi đến Mo Chit 2)
- 517 (Bến xe buýt Kamphaeng Phet - Mo Chit 2 - KMITL)
- 536 (Pak Nam - Cao tốc - Mo Chit 2) (Chỉ đi đến Mo Chit 2)

## Hình ảnh

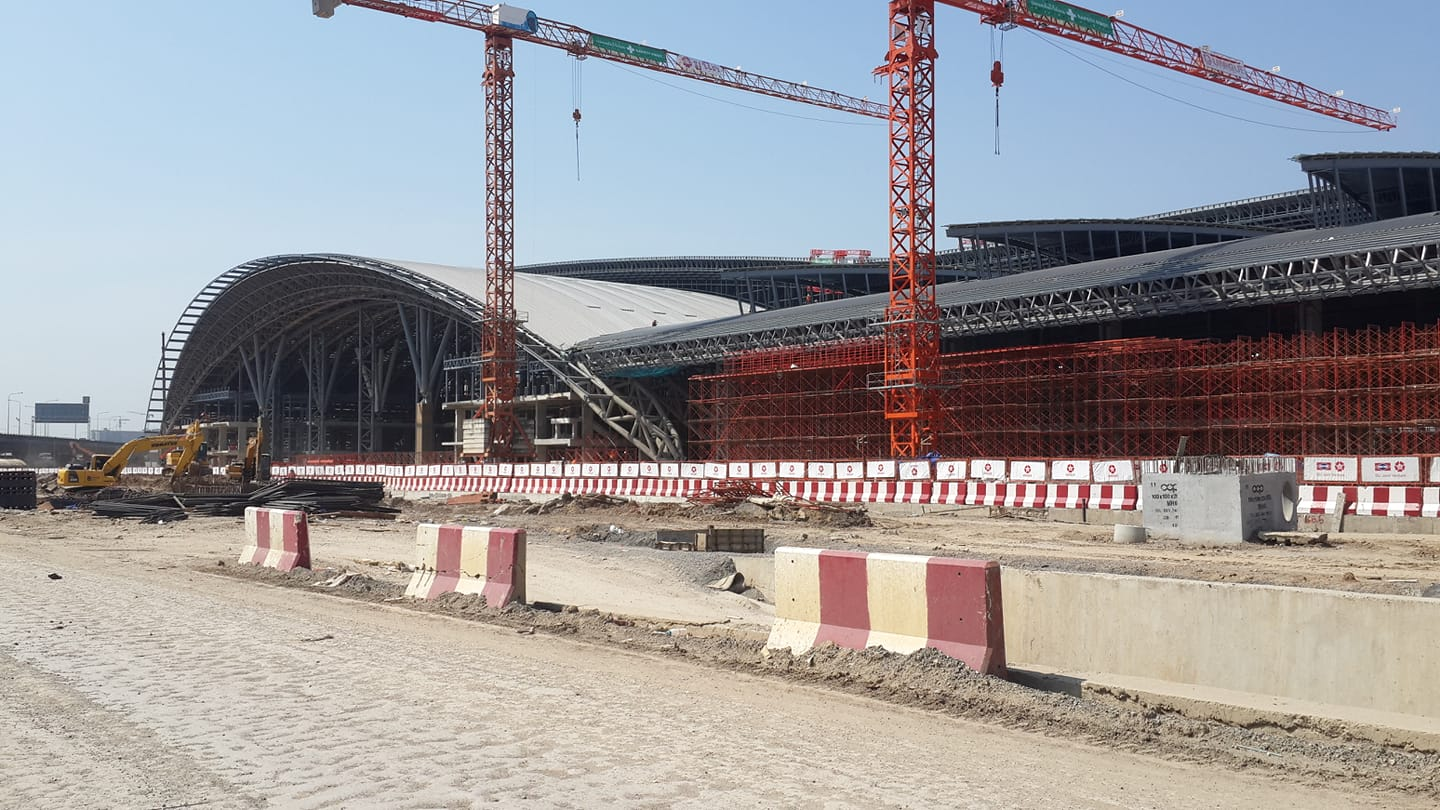
Nhà ga xây dựng vào tháng 12 năm 2019
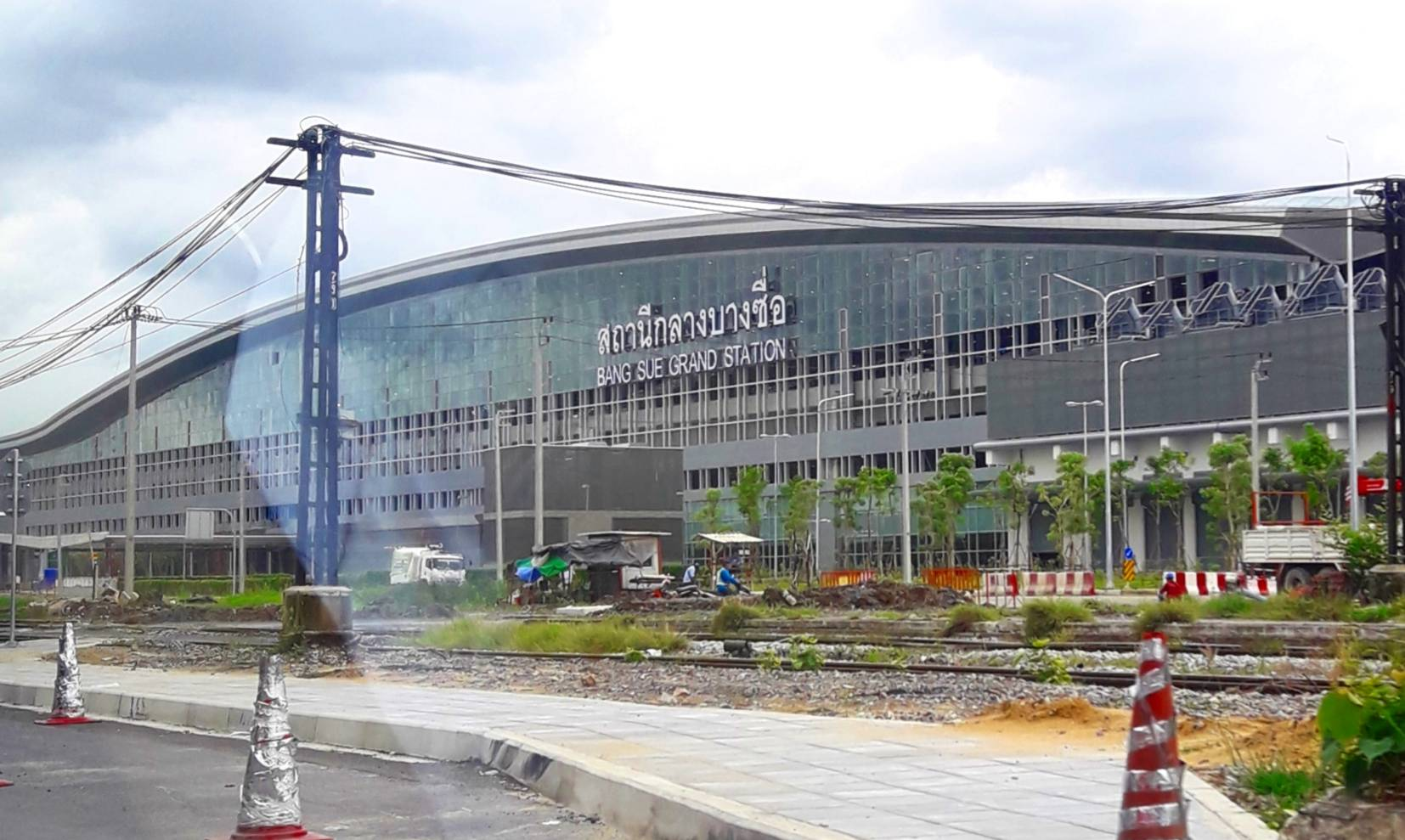
Cảnh từ Ga nút giao Bang Sue vào tháng 6 năm 2020
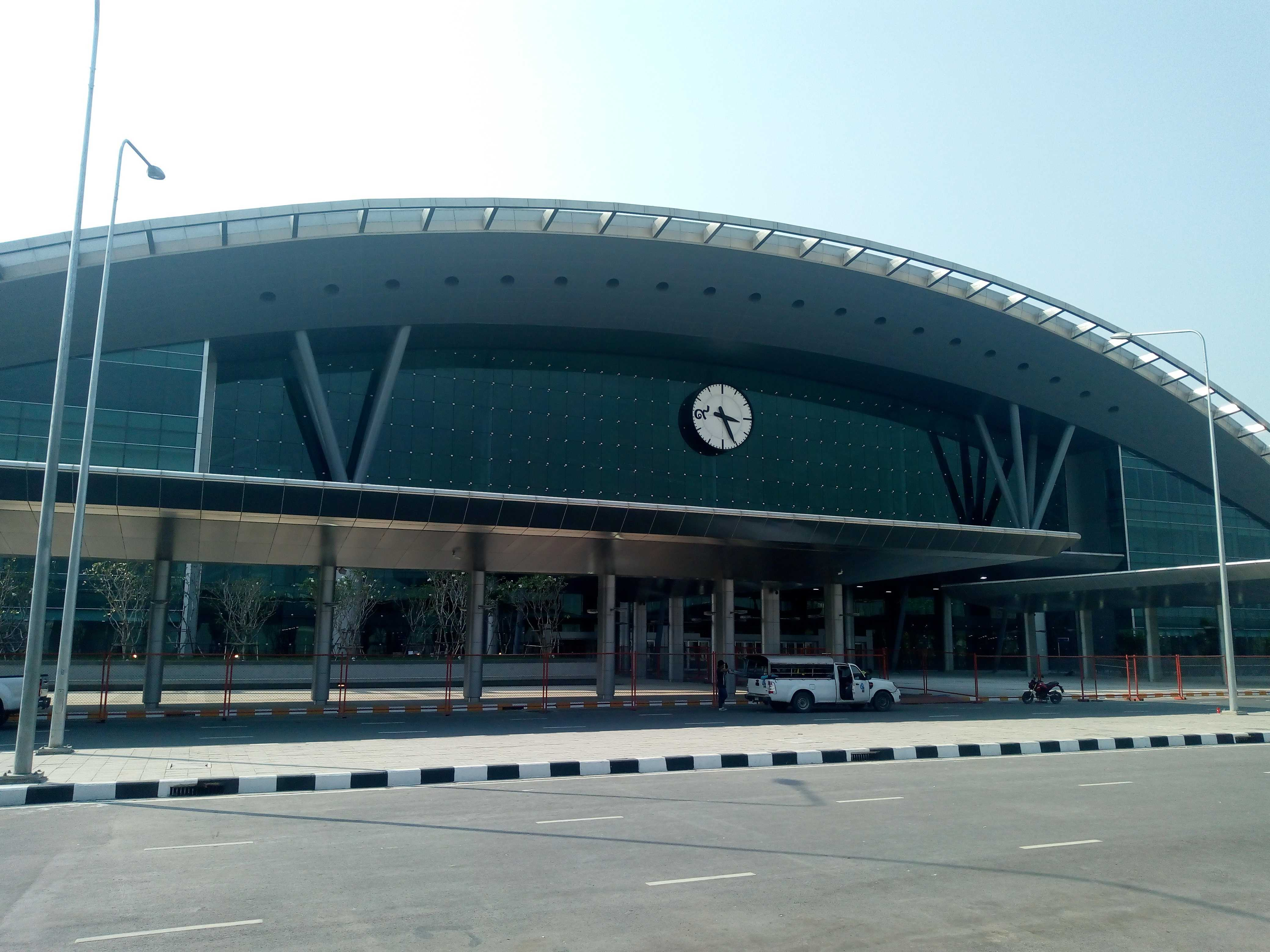
Nhà ga facade vào tháng 2 năm 2021
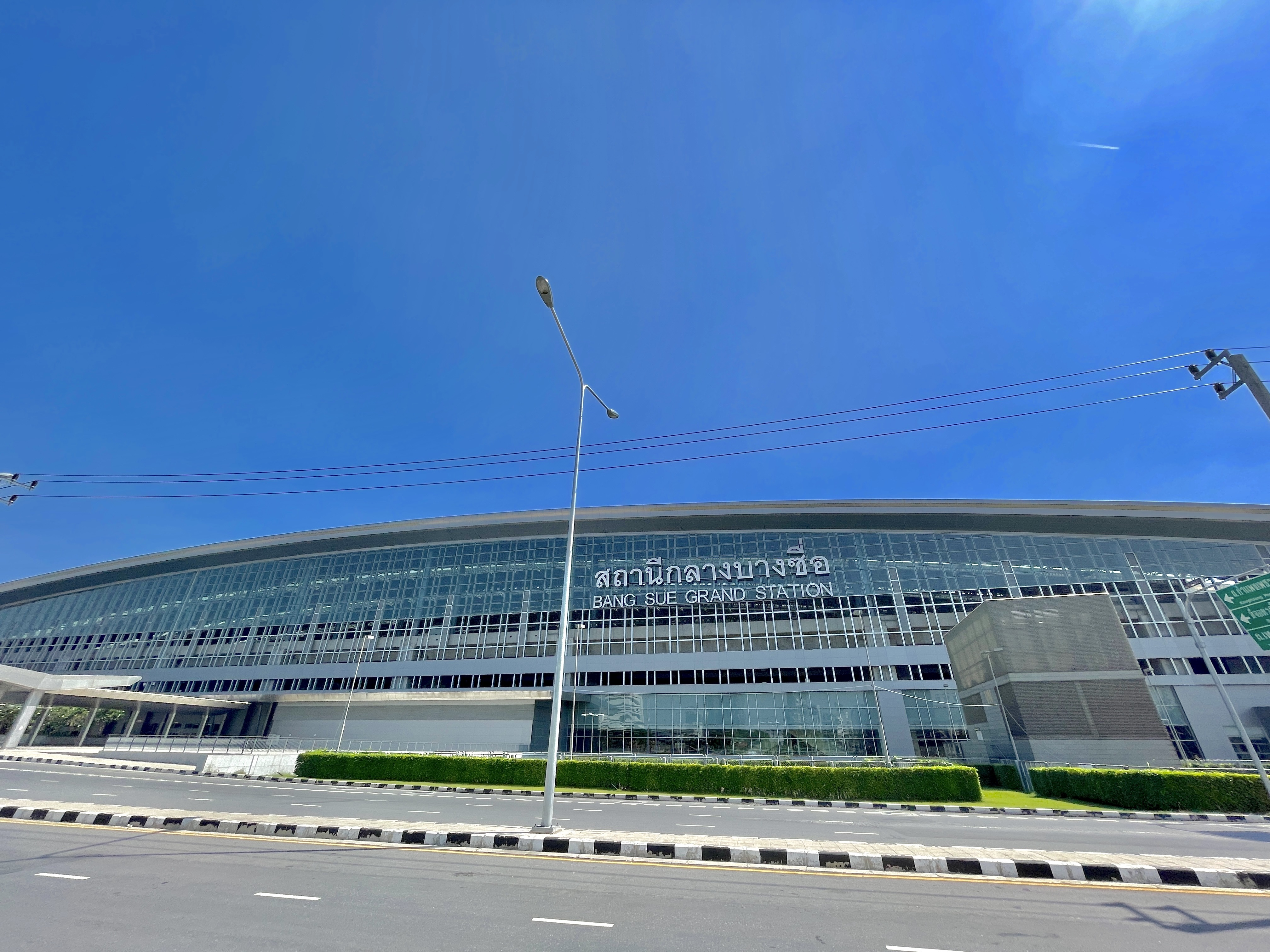
Biển hiệu tên "Ga Bang Sue lớn"
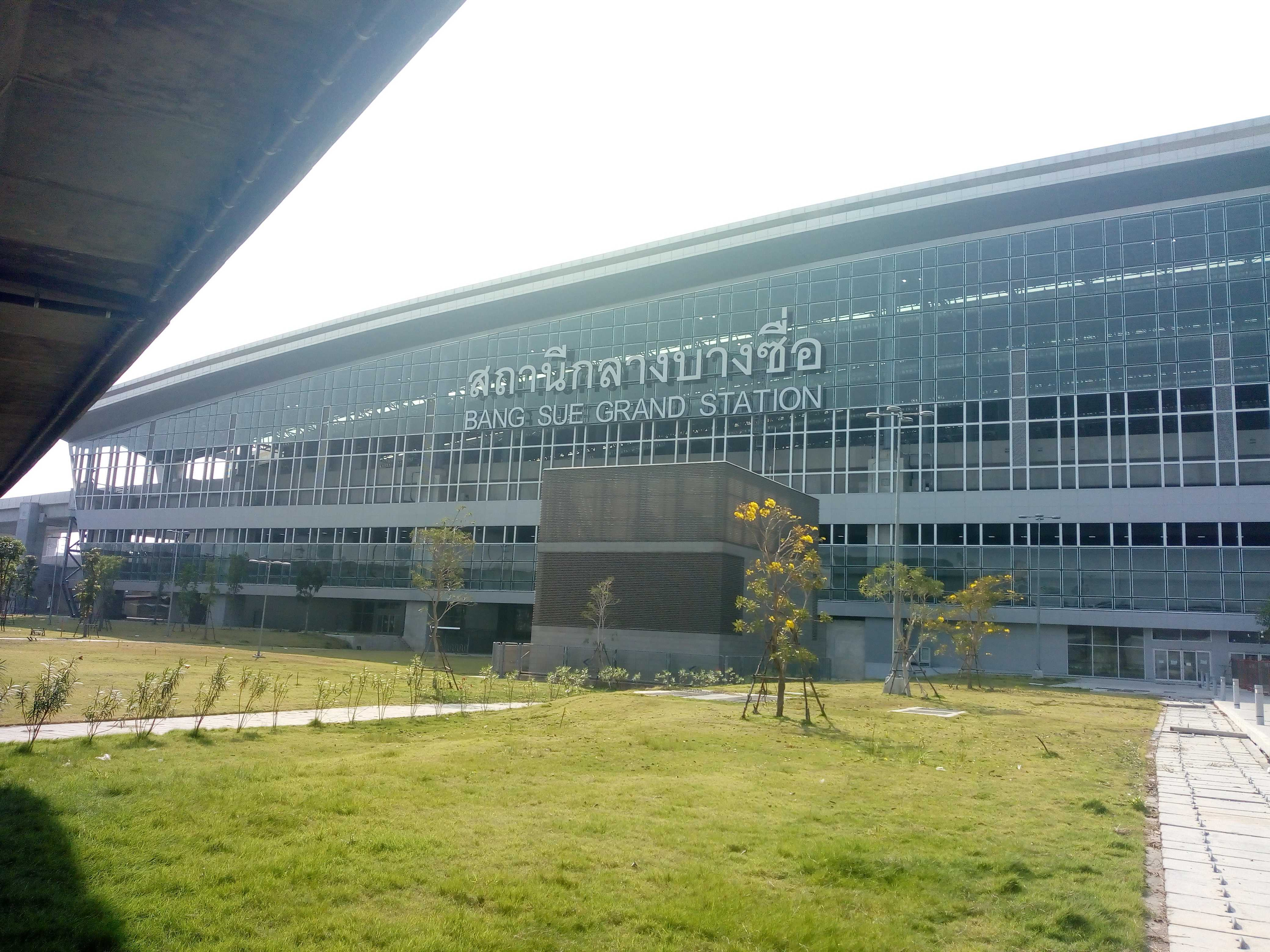
Biển hiệu tên "Ga Bang Sue lớn"
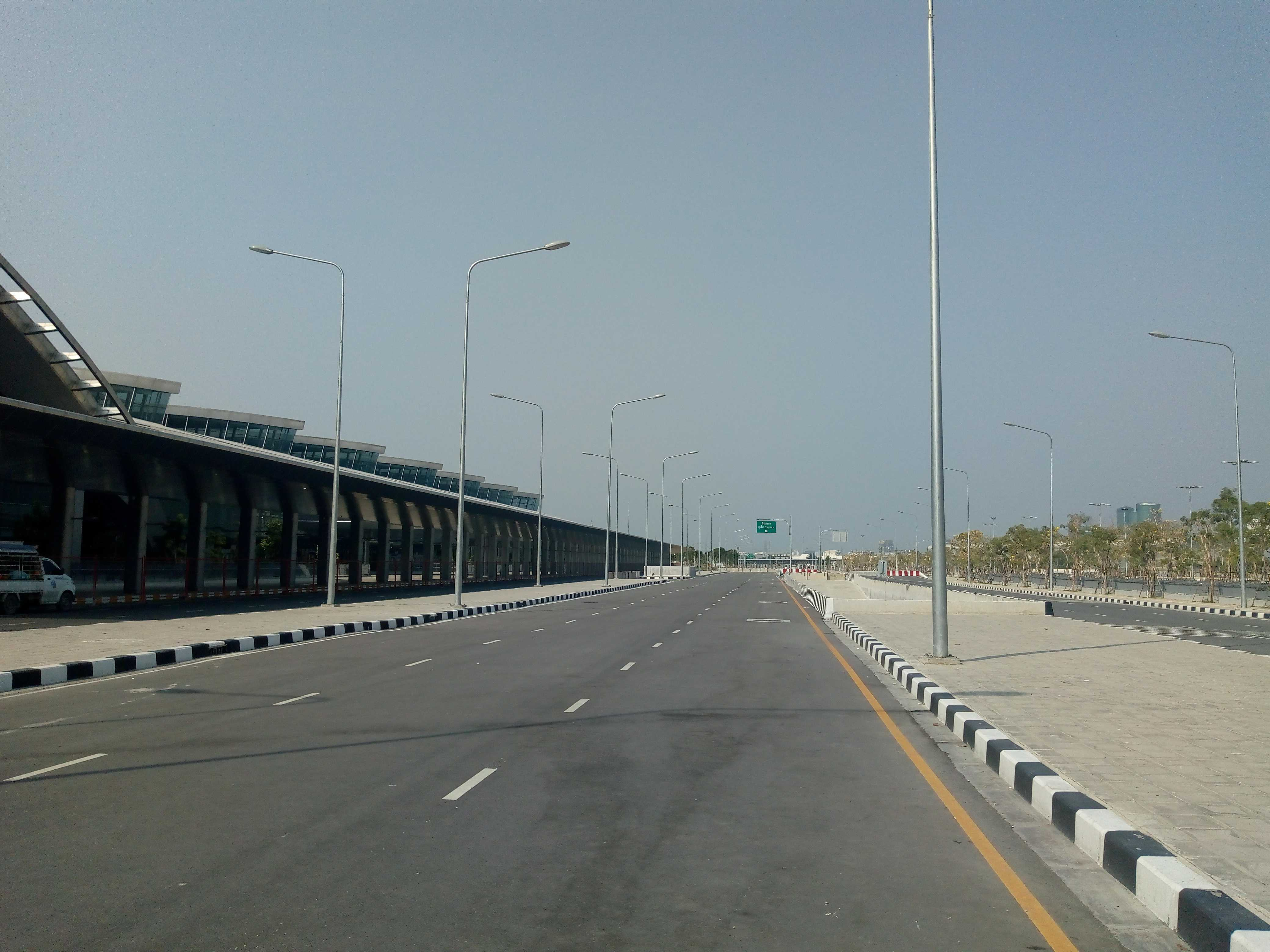
Đường đi mới gần lối vào
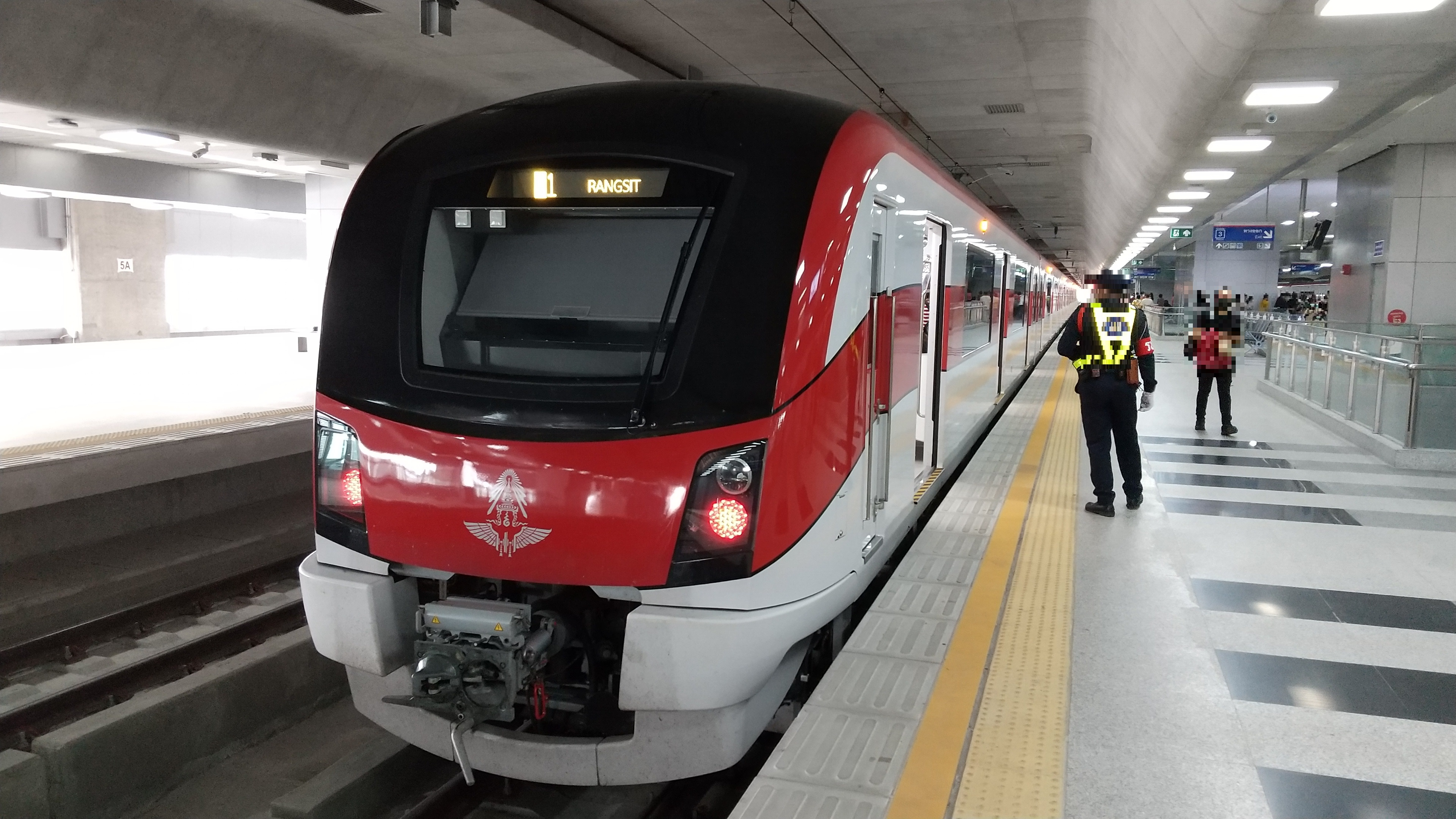
Tàu Tuyến SRT Đỏ Đậm tại nhà ga
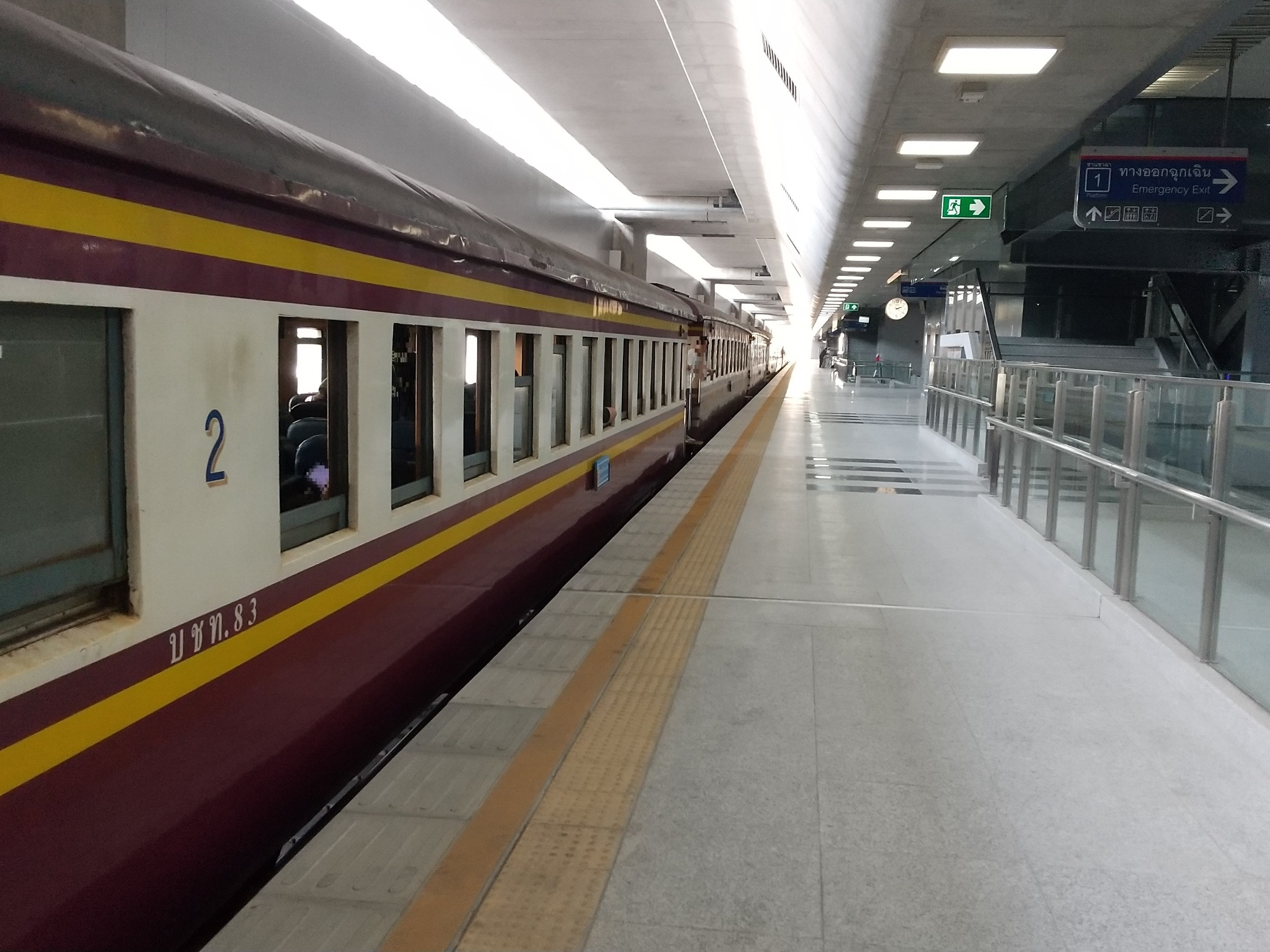
Tàu nội thành tại nhà ga